# Myxaster sol
Myxaster sol är en sjöstjärneart som beskrevs av Perrier 1885. Myxaster sol ingår i släktet Myxaster och familjen Myxasteridae. Inga underarter finns listade i Catalogue of Life.